# Allsång på Skansen
Allsång på Skansen ("Alsang på Skansen") er en alsangskoncert der er holdt ved Sollidensscenen i Skansen i Stockholm, Sverige hver sommer. Siden 3. august 1979 er programmet sendt på Sveriges Television og har blevet sendt næsten hver sommer (hver sommer siden 1990), og er sendt hver tirsdag kl. 20–21.
I koncerten synger publikummet kendte svenske sanger sammen med alsangens gæstesangere, der også synger sine sange.
Sven Lilja startede alsangstraditionen i 1935.
Først kom generelt bare ældre personer til alsangen men først da Lasse Berghagen blev leder kom også yngre personer. Berghagen fornyede programmet så at det blev meget mere populær end nogensinde.
Signaturmelodien var først Sjung med, sjung med, per television, så blir vi enad nation, men byttes ud til den nåværende sangen Stockholm i mitt hjärta, skrevet af Lasse Berghagen, i 1994 da Berghagen blev leder.

## Programledere
- Sven Lilja (1935–1950)
- Egon Kjerrman (1957–1966)
- Bosse Larsson (1974–1993)
- Lasse Berghagen (1994–2003)
- Anders Lundin ((2003–)2004–2010)
- Måns Zelmerlöw (2011–2013)
- Petra Marklund (2014–2015)[5]
- 2016–2022: Sanna Nielsen
- 2023–    : Pernilla Wahlgren